# ВАЗ-1118
ВАЗ-1118 «Калина» - малолітражний автомобіль російської автомобільної компанії АвтоВАЗ сімейства «Калина». Спочатку компанія планувала створити народний автомобіль під індексом ВАЗ-1116, але далі концепту справа не пішла, так як на серійне виробництво коштів було недостатньо.

## Історія створення
Ще з 1990-х років АвтоВАЗ працює над оновленням автомобіля ВАЗ-2110, і водночас над рестайлінгом сімейства «Самара». Через кілька років після створення концепту ВАЗ-1116 було запущено серійне виробництво нового автомобіля - ВАЗ-1118. цей автомобіль починався не з усім знайомого індексу 2, а з 1. Це все через те, що в СРСР індекс 2 показував вищий клас автомобіля, АвтоВАЗ успадкував цю традицію й для сімейства відносно меншого автомобіля Лада Калина. В результаті вийшов компактний малолітражний автомобіль, схожий на Fiat Palio. Волзький автомобільний завод планував створити мінівен сімейства «Калина», від чого довелося відмовитися на користь універсалу ВАЗ-1117. Але, в березні 2009 року було закінчено випуск ВАЗ-1118. Того ж року в вересні було відновлено його виробництво, хоч і 2011 року воно остаточно було закінчене, а всі нові й покращені характеристики були додані до сімейства Лада Калина 2.

## Характеристики
Автомобіль вийшов з досить унікальною зовнішністю та індивідуальним інтер'єром. Деякі деталі були закордонного виробництва, так як деталі інтер'єру від сімейств «Самара» чи ВАЗ-2110 не підходили для Калини тому, що були відносно прямі, натомість ВАЗ-1118 був зроблений у біодизайні.